# (8674) 1991 VA1
A (8674) 1991 VA1 egy kisbolygó a Naprendszerben. Ueda Szeidzsi és Kaneda Hirosi fedezte fel 1991. november 4-én.